# Солене озеро (Солотвино)
Солене озеро — гідрологічна пам'ятка природи місцевого значення. Об'єкт розташований на території Тячівського району Закарпатської області, смт Солотвино.
Площа — 2 га, статус отриманий у 1984 році.